# Vishal Bhardwaj
Vishal Bhardwaj (Bijnor, 4 agosto 1965) è un compositore, regista e produttore cinematografico indiano.

## Carriera
Attivo nel cinema di Bollywood, nel 2007 ha fondato la casa di produzione VB Pictures. Ha vinto sei National Film Awards. Il suo primo film da regista, Makdee, è datato 2002. Maqbool (2004) e Omkara (2006) sono stati inseriti nella sezione "Marché du Film" rispettivamente al Festival di Cannes 2004 e al Festival di Cannes 2006.
Nel 2014 ha diretto Haider, film che si basa sull'Amleto di Shakespeare. Con questo film ha vinto il "Premio del Pubblico - Mondo Genere" al Festival internazionale del film di Roma 2014.
Bhardwaj è attivo anche come cantante in playback.

## Filmografia
- Satya (1998)
- Makdee (2002)
- Maqbool (2003)
- Omkara (2006)
- Blood Brothers (2007)
- Nishabd (2007)
- No Smoking...! (2007) (compositore e produttore)
- Chatri Chor (The Blue Umbrella) (2007)
- Kaminey (2009)
- 7 Khoon Maaf (2011)
- Matru Ki Bijlee Ka Mandola (2013)
- Haider (2014)